# Antipterna stichoptis
Antipterna stichoptis es una especie de mariposa de la familia Oecophoridae.
Fue descrita científicamente por Lower en 1915.